# Melissodes comptoides
Melissodes comptoides är en biart som beskrevs av Robertson 1898. Melissodes comptoides ingår i släktet Melissodes och familjen långtungebin. Inga underarter finns listade i Catalogue of Life.